# Bledius denticollis
Bledius denticollis är en skalbaggsart som beskrevs av Charles Adolphe Albert Fauvel 1872. Bledius denticollis ingår i släktet Bledius, och familjen kortvingar. Arten är reproducerande i Sverige.